# هورست يانسن
هورست يانسين (بالألمانية: Horst Janssen) هو رسام ومصمم جرافيك ألماني، ولد في 14 نوفمبر 1929 في هامبورغ في ألمانيا، وتوفي بنفس المكان في 31 أغسطس 1995.

## وصلات خارجية
- مقالات تستعمل روابط فنية بلا صلة مع ويكي بيانات